# 马秋莎
马秋莎，女，1982年出生于中国北京市，现居北京，中国年轻艺术家。代表作品有《从平渊里4号到天桥北里4号》、系列作品《丹》《虹》《我们》。其创作常常综合影像、装置、身体表演、绘画等多种媒介，带入细腻的个体经验，表达对人与人之间微妙且复杂的关系、中国当下集体生活中的不确定感、亲密关系的存续的思考。

## 艺术经历
1982年出生于中国北京市。少年时期在北京少年宫儿童画画班跟随宋冬老师学习，艺术启蒙于此。2005年毕业于中央美术学院，2007年夏创作了代表作《从平渊里4号到天桥北里4号》。2008年毕业于美国阿尔弗雷德大学，获电子综合艺术硕士学位。2009年开始与北京公社画廊合作。2009年至2023年间在北京公社画廊开展了七次个人展览。
| 場次 | 时间                | 主题           |
| ---- | ------------------- | -------------- |
| 1    | 2009. 09. 19-11. 09 | 马秋莎         |
| 2    | 2012. 03. 08-04. 19 | 静电           |
| 3    | 2013. 07. 19-09. 12 | Raw            |
| 4    | 2014. 04. 03-05. 24 | 纸上作品       |
| 5    | 2016. 06. 15-08. 06 | 沃德兰         |
| 6    | 2019. 09. 24-11. 09 | 白夜潭         |
| 7    | 2023. 05. 25-07. 15 | 琉璃厂东街52号 |

## 艺术成就

### 展出经历
曾于英国泰特现代美术馆、荷兰格罗宁根美术馆、土耳其Borusan Contemporary、德国杜塞尔多夫美术馆、德国卡尔斯鲁尔艺术与媒体中心、美国休斯顿当代美术馆、坦帕艺术博物馆、圣彼得斯堡美术馆、橘郡美术馆、卑尔根国际艺术基金会、挪威斯塔万格美术馆、波特兰当代艺术学院、英国华人艺术中心、尤伦斯当代艺术中心、上海民生现代美术馆、OCT当代艺术中心上海馆、中国美术馆和中央美术学院美术馆等地展出作品。

### 公共收藏
马秋莎的作品曾被泰康保险集团、龙美术馆、新世纪艺术基金会、德国戴姆勒艺术基金会（Daimler Art Collection）、Longlati基金会、法国DSL艺术收藏、K11艺术收藏、瑞银环球收藏、芝加哥大学斯玛特艺术博物和巴黎市立现代美术馆等机构收藏。

### 奖项
- 2013年：第七届AAC艺术中国 年度青年艺术家提名
- 2014年：皮埃尔•于贝尔奖 提名

## 代表作品

### 从平渊里4号到天桥北里4号
《从平渊里4号到天桥北里4号》是马秋莎的早期行为表演录影作品，创作于2007年马秋莎前往美国阿尔弗雷德大学留学前。在录影中，梳着波波头的艺术家站在画面中央讲述自己的童年回忆与个人经历，自己如何在母亲的安排和“监视”下成长。讲述的结尾，艺术家从嘴里拿出一个沾着粉色血迹的刀片。这被认为总结和展示了1980年初一代人共同的成长感受。马秋莎在解释这件作品的时候说：“我和我妈之间最深的爱总是用痛来连接的。”
这件作品曾在法国蓬皮杜艺术中心、英国泰特现代美术馆等地展出。

### 沃德兰（Wonderland）[7]
《沃德兰》是马秋莎独立创作的系列装置艺术品。其名称取自上世纪九十年代兴建于北京昌平地区却被荒弃的一座巨型游乐园。在这一作品中，艺术家使用了大量尼龙袜、弹力裤袜、水晶丝袜、蕾丝袜等不同材质与颜色的长筒袜，象征着不同时代、不同年龄的中国普通女性自身的审美诉说。
1. ↑  . www.artlinkart.com.   [2025-04-22].
2. 1 2  腾讯网. . news.qq.com. 2023-06-28  [2025-04-22] （中文（中国大陆））.
3. 1 2  作者：longlatifoundation. . Longlati Foundation. 2022-07-19  [2025-04-22] （中文（简体））.
4. ↑  . www.beijingcommune.com.   [2025-04-22].
5. ↑  . art.china.cn.   [2025-04-22].
6. ↑  . 百度百科. 2023-03-29 （中文）.
7. ↑  作者：longlatifoundation. . Longlati Foundation. 2022-07-19  [2025-04-22] （中文（简体））.